# Soňa Valentová
Soňa Valentová (Nagyszombat, 1946. június 3. – Pozsony, 2022. december 10.) szlovák színésznő.

## Életútja
1967-ben diplomázott a pozsonyi Előadóművészeti Akadémián (VŠMU) színész szakon, majd 1984-ben televíziós rendező szakot is elvégezte. 1967 augusztusától a pozsonyi Szlovák Nemzeti Színház tagja volt több mint négy évtizeden át. Férje Pavol Haspra (1929–2004) színházi és televíziós rendező volt.

## Filmjei

### Mozifilmek
- Boszorkányper (Kladivo na čarodejnice) (1970)
- Zlozor (1971)
- Paleta lásky (1976)
- A szívroham (Koncert pre pozostalých) (1977)
- Éjszakai lovasok (Noční jazdci) (1981)
- Holle anyó (Perinbaba) (1985)
- Kam, pánové, kam jdete? (1988)
- Martha et moi (1990)
- Rekviem egy leányért (Requiem pro panenku) (1992)
- Lady Macbeth von Mzensk (1992)
- Elfelejtett fény (Zapomenuté světlo) (1996)
- Lea (1996)
- Oko (2009)
- Bloudím (2010)

### Tv-filmek és sorozatok
- Portrét Doriana Graya (1969)
- Cid (1973)
- Trasovisko (1974)
- Čudný človek (1976)
- Cesta domov (1976)
- Americká tragédia (1976)
- Zbojníci (1978)
- Na vysokej skale (1978, egy epizódban)
- Nebezpečné známosti (1980)
- Na skle maľované (1980)
- Egy csendes szoba kiadó (Povídka malostranská) (1981)
- Mizantrop (1981)
- Zločin a pokánie (1982)
- Krkavci (1983)
- Bolha a fülbe (Chrobák v hlave) (1983)
- Eygletiérovci (1986, három epizódban)
- Synovec strýkom (1988)
- Slečna Júlia (1988)
- Veštba (1988)
- Barón (1988)
- Dido – Das Geheimnis des Fisches (1991)
- Mladé letá (1993)
- Zlatý kolovrátok (1995)
- Zázračná láska (1996)
- Ja nič neviem (1998)
- Kvet šťastia (2002, egy epizódban)
- Vlna (2008)
- Ordinácia v ružovej záhrade (2009, egy epizódban)
- Odsúdené (2009–2010, 25 epizódban)